# Bunuri mobile din domeniul medalistică clasate în patrimoniul cultural național al României aflate în județul Prahova
Acestă listă conține bunurile mobile din domeniul medalistică clasate în Patrimoniul cultural național al României aflate la momentul clasării în județul Prahova.

## Tezaur
| Foto | Informații generale                     | Detalii tehnice | Descriere | Deținător                                                  | Legături |
| ---- | --------------------------------------- | --- | --- | ---------------------------------------------------------- | -------- |
|      | Inel sigilar                            | Școală: Local din Nord-Vestul Țării Românești (Târgșor ?) Descoperit: jud. Prahova, Târgșor Vechi Dimensiuni: Chaton: 18,8x14,1 mm; Veriga: 3,23-9 mm Material: argint aurit                                               | Descriere avers: Inel sigilar de argint aurit cu chaton înalt, de formă ovală, decorat cu reprezentarea unui scut, cu reprezentarea unui dextrochére spre stânga, timbrat cu o stea cu opt raze și semilună spre stânga. Stânga sus locaș circular pentru montarea unei pietre sau a unei aplicații de email, azi pierdute. Chatonul și veriga sunt decorate cu pseudo-granulații și incizii. Puternice urme de uzură mecanică.                                                                                          | Muzeul Județean de Istorie și Arheologie Prahova, Ploiești | Cimec    |
|      | Sigiliu vamal pentru textile (postav ?) | Școală: Neprecizat Descoperit: jud. Prahova, Târgșor Vechi Material: plumb; ștanțare | Descriere avers: Sigiliu comercial de plumb decorat cu reprezentarea unui leu rampant, pășind spre stânga, înconjurat de motive vegetale și geometrice stilizate, totul în cerc perlat. Spatele este lis. Incomplet, s-a păstrat doar o jumătate din sigiliu, toarta ruptă, urme de depuneri din sol. | Muzeul Județean de Istorie și Arheologie Prahova, Ploiești | Cimec    |
|      | Inelul sigilar al lui Constantin        | Școală: Balcano-bizantin Dimensiuni: Chaton: 10,4x8,2 mm; Veriga: 1,5-5 mm Material: aur; turnare; cizelare; niellare | Descriere avers: Inel sigilar de aur cu chaton octogonal și monogramă niellată. Chatonul marcat prin chenar pointillat, cu monograma realizată din niello (pe alocuri dispărut). Monogramă în pozitiv Kω (K monogramat cu crucea). Anterior pe chaton a fost incizată o altă inscripție sau un scut heraldic. Starea de conservare bună, foarte slabe urme de uzură mecanică, dar veriga este deformată în partea inferioară (din vechime). Depuneri de culoare brună (proteine cristalizate?).                          | Muzeul Județean de Istorie și Arheologie Prahova, Ploiești | Cimec    |
|      | Inel sigilar                            | Școală: Transilvănean ? Descoperit: jud. Prahova, Târgșor Vechi Dimensiuni: Chaton: 13,6x10,4 mm; Veriga: 3,4-6,4 mm Material: aur; turnare; cizelare; gravare                                                             | Descriere avers: Inel sigilar de aur cu chaton oval, decorată cu o floare de crin heraldică dublă. Chatonul oval este decorat cu o floare de crin heraldică dublă, asimetrică. Urme de uzură mecanică. | Muzeul Județean de Istorie și Arheologie Prahova, Ploiești | Cimec    |
|      | Inel sigilar                            | Școală: Local din Țara Românească (Târgșor sau Gherghița ?) Descoperit: jud. Prahova, Gherghița Dimensiuni: Chaton: 18,9x15,3 mm; Veriga: 3,2-7,4 mm Material: aur; turnare; cizelare; gravare; montură în thnica cabochon | Descriere avers: Inel sigilar de aur cu chaton înalt, de formă ovală, decorat cu gemă antică, de factură romană (sec. III p.Chr.), lucrată din cornalină roșie, reprezentând-o pe Ceres, spre stânga, purtând chiton lung, drapat și diademă, stând pe un scaun fără spătar, ținând în mâna dreaptă spic, în mâna stângă cornucopia; la picioare, în stânga, modius culcat. Chatonul și partea superioară a verigii sunt decorate cu motive florale stilizate, realizate prin incizie. Puternice urme de uzură mecanică. | Muzeul Județean de Istorie și Arheologie Prahova, Ploiești | Cimec    |

## Fond
| Foto | Informații generale                                         | Detalii tehnice                                                                    | Descriere | Deținător                     | Legături |
| ---- | ----------------------------------------------------------- | ---------------------------------------------------------------------------------- | --- | ----------------------------- | -------- |
|      | Insigna „Cifrul din argint al Majestății Sale Regina Maria” | Datare: 1916 Școală: Atelier românesc Material: argint; turnare; presare; cizelare | Descriere avers: Cifrul reginei Maria surmontat de coroana regală. Descriere revers: Ac de prindere dispus vertical. | Muzeul Național Peleș, Sinaia | Cimec    |